# Великово (Добрицька область)
Вели́ково (болг. Великово) — село в Добрицькій області Болгарії. Входить до складу общини Генерал-Тошево.

## Населення
За даними перепису населення 2011 року у селі проживали 42 особи.
Національний склад населення села:
| Національність   | Кількість осіб | Відсоток |
| ---------------- | -------------- | -------- |
| турки            | 22             | 55,0%    |
| болгари          | 17             | 42,5%    |
| цигани           | 0              | 0%       |
| Всього відповіли | 40             |          |

Розподіл населення за віком у 2011 році:
Динаміка населення: